# 1416
Évszázadok: 14. század – 15. század – 16. század
Évtizedek: 1360-as évek – 1370-es évek – 1380-as évek – 1390-es évek – 1400-as évek – 1410-es évek – 1420-as évek – 1430-as évek – 1440-es évek – 1450-es évek – 1460-as évek
Évek: 1411 – 1412 – 1413 – 1414 –  1415 – 1416 – 1417 – 1418 – 1419 – 1420 – 1421

## Események
- február 19. – A Savoyai grófság hercegség lesz, első hercege az 1391 óta uralkodó VIII. Amadeus.
- Két török sereg tör be Magyarországra, egyik a nyugati határszélen, a másik Temesvár környékén. Mindkét támadást visszaverik.
- április 2. – trónra lép V. Alfonz aragóniai király (I. Ferdinánd fia; 1458-ig uralkodik).
- május 30. – Prágai Jeromost eretnekként égetik meg.
- Chimalpopoca, Huitzilihuitl fia lép az Azték Birodalom trónjára (†1427)

## Születések
- Piero de’ Medici, Firenze uralkodója († 1469).
- október 26. – Edmund Grey, Kent grófja, angol nemes és földesúr, a rózsák háborújának egyik résztvevője († 1490).

## Halálozások
- április 2. – I. Ferdinánd aragóniai király (* 1380).
- Huitzilihuitl, az aztékok második királya